# Cha Du-ri
Dans ce nom coréen, le nom de famille, Cha, précède le nom personnel.
Pour les articles homonymes, voir Cha.
Cha Du-ri (en coréen : 차두리), né le 25 juillet 1980 à Francfort-sur-le-Main en Allemagne de l'Ouest, est un footballeur international sud-coréen, qui évoluait au poste de défenseur. C'est le fils du célèbre footballeur Cha Bum-geun, considéré comme le meilleur joueur sud-coréen de tous les temps et élu « meilleur joueur asiatique du XXe siècle ».

## Biographie

### Carrière internationale
Cha Du-ri a pris part à la Coupe du monde 2002, se classant même à la 4e place lors de cette édition organisée conjointement par la Corée du Sud et le Japon.

## Palmarès

### En club
- Avec le  Celtic FC
  - Champion d'Écosse en 2012
  - Vainqueur de la Coupe d'Écosse en 2011

- Avec le  FC Séoul
  - Vainqueur de la Coupe de Corée du Sud en 2015

### En sélection
- Avec la  Corée du Sud
  - Finaliste de la Coupe d'Asie en 2015
  - Troisième de la Coupe d'Asie en 2011

### Distinctions personnelles
- Nommé dans l'équipe type de la Coupe d'Asie en 2011 et 2015
- Nommé dans l'équipe type de la K League en 2014 et 2015